# 梁锦棠 (香港)
梁錦棠（1948年—，洋名：Henry，人稱：車壇狀元），為香港汽車業界的翹楚，現任賓利香港客戶關係總經理。過往曾效力寶馬、紳寶、積架等知名品牌，獲獎無數並屢破全港性的銷售記錄。

## 著作
- 梁錦棠. . 香港: 虹海文化. 2012年. ISBN 9789881533951.